# Уоле Шоинка
Уоле Шоинка (на английски: Akinwande Oluwole Soyinka, също Воле Соинка) е нигерийски драматург, поет, писател и критик.
Той получава Нобелова награда за литература през 1986 – „за откриване на широка културна перспектива и за поетично пресъздаване на драмата на живота“. Нобелова реч – „Миналото трябва да е обърнато с лице към настоящето“.

## Произведения

### Романи
- The Interpreters, 1964 – на български „Тълкувателите“, изд. „Народна младеж“, София 1988
- Season of Anomy, 1972

### Пиеси
- The Swamp Dwellers, 1958, („Обитателите на блатата“) – на български в: Шоинка, Уоле. Вечен кръговрат, С. 1989, с. 351 – 397 (прев. Албена Бакрачева)
- The Lion and the Jewel, 1959, („Лъвът и перлата“) – на български в: Шоинка, Уоле. Вечен кръговрат, С. 1989, с. 281 – 350 (прев. Албена Бакрачева)
- The Trials of Brother Jero, 1960
- A Dance of the Forests, 1960
- The Strong Breed, 1964
- Kongi’s Harvest, 1964
- Madmen and Specialists, 1970
- Death and the King's Horseman, 1975, („Смъртта и кралският съветник“) – на български в: Шоинка, Уоле. Вечен кръговрат, С. 1989, с. 399 – 489 (прев. Албена Бакрачева)
- Opera Wonyosi, 1977
- A Play of Giants, 1984
- The Beatification of the Area Boy, 1996
- King Baabu, 2001
- Alapata Apata, 2011

### Стихосбирки
- Idanre and other poems, 1967 – на български поемата „Иданре“ в: Шоинка, Уоле. Вечен кръговрат, С. 1989, с. 515 – 523 (прев. Ани Илков)
- A Shuttle in the Crypt, 1971
- Ogun Abibiman, 1976
- Mandela's Earth, 1988
- Samarkand and Other Markets I Have Known, 2002

### Есета
- Towards a True Theater , 1962
- Culture in Transition, 1963
- From Drama and the African World View, 1976
- Myth, Literature, and the African World, 1976
- Art, Dialogue, and Outrage: Essays on Literature and Culture, 1988
- The Blackman and the Veil, 1990
- The Credo of Being and Nothingness, 1991
- The Burden of Memory – The Muse of Forgiveness, 1999
- A Climate of Fear, 2004
- New Imperialism, 2009
- Of Africa, 2012

### Мемоари
- The Man Died: Prison Notes, 1971
- Ake. The Years of Childhood, 1981 – на български „Аке. Години на детството“, в: Шоинка, Уоле. Вечен кръговрат, С. 1989, с. 28 – 280 (прев. Албена Бакрачева)
- Isara: A Voyage around Essay, 1990